# Bivacco Ulrich Lateltin
Il bivacco Lateltin è situato a pochi passi dal monte Pinter nel comune di Gressoney-Saint-Jean, sullo spartiacque tra la valle del Lys e la val d'Ayas.

## Storia
Ulrich Lateltin (1899-1956), falegname di Gressoney-Saint-Jean, ebbe l'idea di costruire una capanna nei pressi del Groabhopt (Testa Grigia). Nel 1950, scelse il luogo dove avrebbe dovuto sorgere, uno spiazzo vicino alla Punta Pinter, dove lo sguardo poteva spaziare su tutta la valle. In quegli anni cominciò, durante i mesi estivi, il trasporto del materiale e degli attrezzi a spalle e a dorso di mulo, senza riuscire ad avviare il cantiere.
Nell'estate del 1983, il nipote, August Linty (1927-2002), durante una scampagnata, ritrovò gli attrezzi che anni prima suo zio aveva lasciato al riparo di una roccia vicino al luogo prescelto per la capanna. Il ritrovamento diede l'incipit per la ripresa del progetto. Il 21 luglio 1984, si aprì il cantiere su terreno di proprietà di Angiolina Vincent.
La prima squadra composta da August Linty, Ulrich Bieler, Arduino Peccoz, Luigi Laurent, Saverio Falvo, Cesare Baldi, Vito Angster, partì con l'elicottero e, dopo aver organizzato il campo base, iniziò lo scavo per il basamento. Il 23 luglio si aggiungono Ernesto e Camillo Lateltin, e Guido Peccoz. Si gettò il basamento portando il calcestruzzo con l'elicottero. Il 26 luglio tutto fu pronto per il montaggio del bivacco. La struttura, in acciaio zincato, fu realizzata a moduli per essere trasportata in elicottero. Il fabbro fu Silvano Monetta. Il 27 luglio i lavori furono completati e nel diario tenuto da Rosanna Laurent si legge: "tempo bellissimo, vista stupenda, tutti di buon umore".
Il 4 agosto 1984 fu inaugurato. Fu in seguito donato al CAI, sezione di Gressoney-La-Trinité.
L'opera costò lire 78.662 e fu finanziata al 30% dal Sig. August Linty e al 70% dalla Regione Autonome Valle d'Aosta grazie alla L.R. N. 2. del 10.01.1961.

## Caratteristiche e informazioni
La struttura, di circa 37 m² (4,45 m x 8,10 m), è posta sulla parte orientale della cresta a sud del Testa Grigia; difatti viene utilizzata come punto di appoggio per la salita a quest'ultimo, come rifugio in caso di maltempo o ancora come punto panoramico per ammirare l'alba o il tramonto sulla Valle d'Aosta.
L'interno è interamente rivestito in legno. Contiene 16 posti letto su due livelli, una piccola cucinetta e un tavolo con due panche. Non c'è acqua.
Dalla primavera 2024 il bivacco è dotato di pannelli fotovoltaici per alimentare l'illuminazione interna, alcune prese 220v e USB, oltre a una piastra ad induzione.
Antistante il bivacco è presente una croce di ferro. Poco dietro a quest'ultimo, più in alto, si trova un ripetitore ben visibile già da poco sopra il colle Pinter.

## Accessi
Vi sono quattro alternative possibili. Si può partire dal Crest, villaggio walser di Ayas, seguendo il sentiero 11A della durata di circa 3.20 ore.

Viceversa si può raggiungere con la seggiovia Alpe Ostafa, da dove parte il sentiero 12 (2.40 ore).
Dalla valle di Gressoney, parte il percorso 10c che porta ad un piccolo colle tra la Testa Grigia e il bivacco, o ancora tramite il percorso 4a da Chamonal, frazione di Gressoney-Saint-Jean, si arriva al Colle Pinter dal quale si sale fino al rifugio.

## Ascensioni
- Testa Grigia - 3.315 m